# 장민호 (가수)
장민호(본명: 장호근, 1977년 9월 11일~)는 대한민국의 트로트 가수이자 방송인이다. 노래 뿐 아니라 댄스 실력, 예능감, 입담, 퍼포먼스, 무대 매너를 다 갖췄다고 평가받는다.
그는, TV조선 《내일은 미스터트롯》에 출연해 최종 6위를 차지한 이후 긴 무명 생활을 청산하고 데뷔한지 24년만에 전성기를 맞아 큰 인기를 누리고 있으며, 2022년에는 《포브스 코리아》 선정 파워 셀러브리티 10위에 올랐다.
어디쯤 어제 언제와요 콘서트 공연장 갈수있으면 
너무 언제쯤 열러 보러갈수있게 8월 달에는있지
민호오빠 저 김성수예요 어제보러 갈 수 있는건

## 생애

### 어린 시절 및 유비스 시절
장민호는 2남 1녀 중 막내로 태어났다. 중학교 때부터 연기학원에 다니며 단역 배우(1990년 12월)와 CF 모델(1991년 6월) 등을 거친 그는 1996년 스무 살의 나이로 〈롯데제과〉의 〈브레인껌〉 모델로 연예계에 본격 데뷔했다. 그 후 연기자 오디션인 줄 알고 참여했던 오디션이 알고 보니 가수 오디션이었고 이를 통해 1997년 아이돌 보이 그룹 유비스(U-BES)의 메인 보컬로 가수 데뷔를 한다. 어느 정도 대중들에게 인지도를 쌓았지만, IMF를 맞아 경제적인 어려움, 소속사와의 문제 등으로 1998년 2집 발표 후 팀이 해체되었다. 이후 수영 강사를 하면서 학비를 벌어 생활하기도 했는데, 수영 강사 시절 어머니들과의 소통 경험은 훗날 트로트를 부르면서 많은 도움이 되기도 했다고 밝혔다.

### 남성 듀오 바람
유비스 해체 후 2004년에 남성 R&B 팝 발라드 듀오 그룹 ‘바람’으로 다시 활동을 시작했다. 당시 '바람'은 뮤직비디오를 통해 중화인민공화국에도 얼굴이 알려져 2005년 8월, 중국 대륙 본토 방송에도 출연하는 등 중국 관련 진출의 발판을 마련했으나 그렇게 큰 빛을 보지는 못했고 장민호는 2006년 7월, 입대 영장을 받고 군대에 갔다.
2009년 1월, 군대 제대 후 잠시 가수의 꿈을 접고 외국 항공사(아랍 항공)의 스튜어드 시험을 준비하던 중 현재 소속사 대표의 '트로트' 관련 제안을 받게 되었다.

### 트로트 가수
2011년에 장민호는 트로트 전향을 선언하고, '사랑해 누나'라는 곡을 발표하며 록 트로트 가수로 첫발을 내디뎠다. 미스터트롯 출전 당시 밝히기를, 트로트 전향을 앞두고 부친상을 당했다고 한다. 
트로트 가수로 활동하던 중 2012년 하반기 KBS2 ‘내 생애 마지막 오디션’이라는 오디션 프로그램에 출연해 가수 렌과 결성한 2인조 '렌미노'로 우승을 하기도 했다. 당시 ‘내 생애 마지막 오디션’은 대형 기획사 싸이더스HQ에서 우승팀을 중심으로 5인조 그룹을 만든다는 기획으로 준비된 프로그램이었기에 장민호는 싸이더스HQ로부터 팀 구성을 위해 현재 소속사에서 나와 달라는 제의를 받았지만 현재 소속사와의 의리를 저버릴 수 없었기에 결국 이 제의를 과감히 거절했다 한다.
이후에도 긴 무명 생활이 이어지다가 2013년 발표한 <남자는 말합니다>가 차츰 인기를 얻으며 인지도가 상승하기 시작했으며 이후 <7번국도>, <드라마> 등 발표하는 노래들이 사랑받으면서 트롯 팬덤의 시초라고 불릴 정도의 팬클럽을 형성하며 인기를 끌어 '엄통령(엄마들의 대통령)'이라는 애칭도 얻고 트로트계의 방탄소년단(BTS)으로 불리며 확고하게 자리매김했다. 특히 장민호의 대표곡 〈남자는 말합니다〉는 2021년 한 해 동안 SK NUGU 읽어주는 금영노래방에서 가장 많이 불린 TOP10 차트 중 4위를 기록하는 등 발표 이후 꾸준한 인기를 얻고 있다.

### 미스터트롯 출연
2019년 당시 이미 트로트 가수로 큰 사랑을 받고 있던 장민호는 경연TV프로그램 출연 결심이 쉽지는 않았지만, 《미스터트롯》에 도전해 최종 6위를 차지하며 미스터트롯 자신의 결승곡 '역쩐인생'처럼 그의 23년 가수 인생을 다시금 뒤집는 결과를 얻게 되었고 '유비스'라는 아이돌 시절부터 '미스터트롯’까지 24년의 노력과 7전 8기의 연예계 생존기는 많은 이들에게 귀감이 되었다.

### 미스터트롯 이후
미스터트롯 방송 이후 장민호는 가수 데뷔한지 24년만에 완벽한 전성기를 맞이했고, 방송 출연이 많아지면서 재치 있는 입담과 골프 등의 평소의 자신의 특기와, 뛰어난 예능감을 시청자들에 선보이며 예능 치트키로도 활약하게 된다. 한국기업평판연구소가 분석한 2020년 7월 가수 브랜드평판 15위에 오르는 등 대세 행보를 이어가며 여러 프로그램을 통해 그동안 보여주지 못했던 넓은 음악적 스펙트럼을 보여주었고, 본인이 직접 작사, 작곡한 사부곡 '내 이름 아시죠'는 발매 3년 만에 음원 차트 역주행을 하기도 했다. 특히 《사랑의 콜센타》, 《뽕숭아학당》 등의 프로그램을 통해 미스터트롯 TOP6와 함께 활동하며 친가족, 친형제 이상의 돈독한 우정을 보여주며 시청자들에게 사랑 받았고, TV조선으로부터 TOP6가 진정성 담긴 노래와 이야기로 국민들의 마음에 위로와 희망을 준 것에 따른 감사의 의미가 담긴 공로패를 TOP6 모두 받았다.
또한 미스터트롯 이후 다양한 제품의 광고 모델로 발탁되면서 2020 MTN 방송광고 페스티벌 CF 스타상 신인 수상자로도 선정되었고, 특히 장민호가 2020년 이후부터 광고 모델이 된 이후 일동후디스 '하이뮨' 제품은 출시 1년만에 누적 매출액 400억 원을 돌파하며 지난 4년간 그저그런 수준의 소득을 창출함에 불과하던 일동후디스는 2016년 이후 4년만에 흑자 전환을 기록했고 2021년에는 전년대비 매출 330% 급증으로 1,000억원을 돌파하는 매출을 기록했다.
2021년에는 가수 데뷔 24주년만에 첫 단독 콘서트를 개최해 예매 오픈과 동시에 전석 매진을 기록하며 성황리에 콘서트를 마무리했고 KBS 연예대상에서 우수상을 수상하기도 했다.
2022년 1월 그의 첫 단독 콘서트를 담은 콘서트 무비 '장민호 드라마 최종회'가 CGV에서 단독 개봉되었고 2017년 발매한 정규 1집 《드라마》 이후로 5년 만에 선보인 두 번째 정규앨범 《ETERNAL》은 초동 판매량 123,351장을 기록하며 '한터차트 초동 브론즈 인증패'를 수상했다.

### 기타 활동
무명 시절부터 공연을 통해 어린이들을 돕는 후원자 모임인 '컴패션밴드' 멤버로 활동하여 다양한 봉사활동에도 적극 참여해 왔다.
KBS2 ‘부부클리닉 사랑과 전쟁 2’ 등을 통해 단역 배우로도 활동했고 미스터트롯 이후 TV조선 주말드라마 '바람과 구름과 비'에 특별 출연하는 등 연기 경험이 있다.
뿐만 아니라 미스터트롯 출연 이전부터 이미 여수 MBC ‘오 마이 싱어’(Oh My Singer)의 메인 MC로 발탁되어 안정적인 진행으로 MC의 자질을 검증받았고, 2021년 TV조선의 새 예능 '내 딸 하자'의 MC로 발탁된 이후 여러 방송의 다양한 프로그램에서 MC로 활동하게 되었다.

## 이미지와 평가
미스터트롯 이후 출연하는 프로그램이 많아지면서 그 동안 숨겨져 있던 장민호에 대한 미담이 많이 공개되었는데, 긴 무명시절 본인 역시 경제 여건이 어려웠음에도 불구하고 2009년부터 꾸준히 한국 컴패션을 통해 3명의 어린이에게 양육비를 후원하고 있음이 밝혀지기도 했고, 유명해짐에 따라 스케줄이 바빠진 이후에도 봉사활동을 게을리 하지 않았다는 이야기도 밝혀졌다.
특히 미스터트롯 경연 기간 동안 맏형으로서 따뜻한 리더십을 보이며 미스터트롯의 중심축 역할을 했다는 평가를 받았고, 실제로 많은 미스터트롯 참가자들이 장민호에게 감사의 마음을 표했다.
- 미스터트롯 진으로 뽑힌 임영웅은 무명 시절 장민호에게 격려와 함께 용돈을 받거나 옷을 물려 받았다며 여러 차례 방송에서 고마움을 전했다.[44]

- 영탁은 임영웅과 함께 무명시절 힘들었을 때 정신적으로 가장 큰 도움을 받은 장민호로부터 용돈을 받거나 옷을 많이 물려 받았다고 말했다.[45]

- 영기는 장민호를 트로트계의 최수종이라 표현하며 본인이 술자리에 없어도 요청하면 술값을 대신 내준 일화를 밝히기도 했고,[46] 미스터트롯 경연 기간 동안 장민호가 맏형이지만 권위를 내세우지 않고 먼저 배려해 주기에 동생들은 저절로 따를 수밖에 없었다며 감사의 마음을 전했다.[47]

- 김호중은 미스터트롯 기간 중 정신적 지주가 되어준 사람이 장민호라고 했다.[48]

- 신성은 장민호의 따뜻한 리더십을 언급하며 미스터트롯 녹화 당시 후배들이 장민호에게 옷을 선물받았다고 했다.[49]

- 김수찬은 인터뷰 중 미스터트롯 우정상에 경쟁을 떠나 참가자들을 도와준 장민호를 꼽았다.[50]

- 김경민은 미스터트롯 기간 중 가장 잘 챙겨준 선배로 장민호를 꼽았다.[51]

- 한강은 장민호가 자신에게 용기를 주었고 의상, 액세서리를 챙겨주고 빌려주었다고 했다.[52]

- 정동원은 미스터트롯 경연 중 '파트너' 무대를 준비하던 합숙 시 장민호가 발을 닦아주거나 잠이 들때까지 옆에 있어주는 등 보살핌을 받았다고 밝혔으며,[53] 실제로 이들은 줄곧 30살의 나이 차이를 뛰어넘는 삼촌과 조카의 훈훈한 케미를 보여주어 많은 사람들로부터 사랑받으며[54] 3편의 광고를 함께 찍기도 했다.[55][56][57]

- 나태주는 트로트 시작을 처음 권유한 사람이 장민호이고, 활동 초기 모르는 부분을 다 알려준 정신적 지주와도 같은 사람이라고 방송에서 밝혔다.[58]

- 후배 가수 양지원은 신인 시절 행사장에서 장민호로부터 용돈을 받았고 인격적으로 배울 부분이 많은 선배라며 장민호에 대한 감사함을 드러냈다.[59]

## 경력
- 1997년 ~ 1998년 그룹 ‘유비스’ 멤버
- 2004년 ~ 2005년 그룹 ‘바람’ 멤버
- 2011년 ~ 현재 트로트 솔로 가수

## 음반

### 그룹 <유비스>
| 발매일          | 제목                | 수록곡 | 비고 |
| --------------- | ------------------- | --- | ---- |
| 1997년 9월 4일  | U-Bes               | 야누스 시대 우리들만의 세상 탈출 C.C. (캠퍼스 커플) 별의 전설 고백 Oh, No 에덴의 동쪽 별의 전설 (Remix) 야누스 시대 (Inst.) | 정규 |
| 1998년 6월 16일 | You Will Be With Us | 특급작전 도전왕 비오던 날 백일천하 순수론 거꾸로 하는 이별 요술램프 너에게 Alone 도전왕 (Remix)                             | 정규 |

### 그룹 <바람>
| 발매일          | 제목             | 수록곡 | 비고 |
| --------------- | ---------------- | --- | ---- |
| 2004년 11월 6일 | Just like a wind | Brother 사랑하니까 사랑하다 그럴수만있다면 건망증 Guilty 중독 좋은날 거짓말쟁이 One 남자니까 Technique 바람 Loving You 헤어지다 | 정규 |

### 트로트가수 활동
| 발매일           | 제목                      | 수록곡 | 비고 |
| ---------------- | ------------------------- | --- | ---- |
| 2011년 3월 21일  | 사랑해 누나               | 사랑해 누나 사랑해 누나 (MR) | 싱글 |
| 2013년 5월 16일  | 남자는 말합니다           | 내동생 바람같은 인생 남자는 말합니다 사랑해 누나 수은등 男に言わせるな (남자는 말합니다) (JPN Ver.) 男人說 (남자는 말합니다) (CHN Ver.) 내동생 (MR) 남자는 말합니다 (MR)                                              | EP   |
| 2017년 1월 2일   | 드라마                    | 연리지 (連理枝) 드라마 남자는 말합니다 바람같은 인생 남자 대 남자 내 동생 사랑해 누나 수은등 남자는 말합니다 (JPN Ver.) 남자는 말합니다 (CHN Ver.) 연리지 (MR) 드라마 (MR) 남자는 말합니다 (MR) 남자대 남자 (MR) (MR) | 정규 |
| 2017년 7월 14일  | 7번국도                   | 7번국도 7번국도 (Inst.) | 싱글 |
| 2019년 3월 15일  | 남자는 말합니다 (New.ver) | 남자는 말합니다 (New.ver) 남자는 말합니다 (New.ver) (INST) | 싱글 |
| 2020년 6월 8일   | 읽씹 안읽씹               | 읽씹 안읽씹 (Prod. 영탁) 읽씹 안읽씹 (Prod. 영탁) (Inst.) | 싱글 |
| 2020년 6월 18일  | 꼰대인턴 OST Part 5       | 대박 날 테다 대박 날 테다 (Inst.) | OST  |
| 2021년 8월 8일   | 사는 게 그런 거지         | 사는 게 그런 거지 사는 게 그런 거지 (Inst.) | 싱글 |
| 2022년 1월 6일   | 에세이 ep.1               | 고맙고 미안한 내사람 무뚝뚝 정답은 없다 저어라 한 번뿐인 기적 고맙고 미안한 내사람 (Inst.) 무뚝뚝 (Inst.) 정답은 없다 (Inst.) 저어라 (Inst.) 한 번뿐인 기적 (Inst.)                                                   | EP   |
| 2022년 5월 1일   | 회초리                    | 회초리 상사화 회초리 (Inst.) 상사화 (Inst.) | 싱글 |
| 2022년 11월 8일  | ETERNAL                   | 사랑 너였니 와인 한잔해요 희망열차 가슴이 울어 노래하고 싶어 신발끈 타임머신 미워야 연인이라 했나요 눈물이 뚝뚝 풍악을 울려라!                                                                                        | 정규 |
| 2023년 6월 22일  | 인생일기                  | 인생일기 | 싱글 |
| 2023년 10월 30일 | 에세이 ep.2               | 꽃처럼 피던 시절 휘리릭 그때 우린 젊었다 소원 아! 님아 | EP   |
| 2024년 5월 1일   | 사랑 너였니 (Remix ver.)  | 사랑 너였니 (Remix ver.) 사랑 너였니 (Remix ver.) (Inst.) | 싱글 |
| 2024년 11월 28일 | 에세이 ep.3               | 오십 (五十) 사랑의 티키타카 홀씨 마음의 나이 살자 으라차차차 | EP   |

## 참여 음반

### 내 생애 마지막 오디션
KBS 2TV 《내 생애 마지막 오디션》 방송에서 우승한 장민호가 부른 곡의 목록은 다음과 같다.
| 발매일     | 수록 앨범                                                 | 곡명            | 노래               | 작사   | 작곡   | 원곡가수 |
| ---------- | --------------------------------------------------------- | --------------- | ------------------ | ------ | ------ | -------- |
| 2012.12.14 | 내 생애 마지막 오디션 - 50%의 생존확률 1 Vs 1 대결 Part.3 | Honey           | 장민호             | 박진영 | 박진영 | 박진영   |
| 2012.12.21 | 내 생애 마지막 오디션 - 제3라운드 최후의 듀엣대결 1탄     | 한 번만 더      | 장민호, 최정훈     | 전상진 | 김성호 | 박성신   |
| 2013.01.04 | 내 생애 마지막 오디션 - 제3라운드 최후의 듀엣대결 2탄     | With Me         | 장민호, 최정훈     | 박경진 | 김도훈 | 휘성     |
| 2013.01.21 | 내 생애 마지막 오디션 (생방송 2차전)                      | Timeless        | 렌미노(장민호, 렌) | 강은경 | 박근태 | SG워너비 |
| 2013.01.28 | 내 생애 마지막 오디션 - 최종결승                          | 가질 수 없는 너 | 렌미노(장민호, 렌) | 강은경 | 정시로 | 뱅크     |

### 내일은 미스터트롯
TV조선 《내일은 미스터트롯》 방송에서 참가자들이 부른 곡들이 수록된 컴필레이션 앨범 중 장민호가 부른 곡의 목록은 다음과 같다.
| 발매일     | 수록 앨범                                 | 곡명                 | 노래           | 작사   | 작곡           | 원곡가수 |
| ---------- | ----------------------------------------- | -------------------- | -------------- | ------ | -------------- | -------- |
| 2020.01.17 | 내일은 미스터트롯 예선곡 베스트           | 봄날은 간다          | 장민호         | 손로원 | 박시춘         | 백설희   |
| 2020.01.24 | 내일은 미스터트롯 팀미션 베스트           | 댄싱퀸               | 장민호랑나비   | 서비   | 서비           | 박현빈   |
| 2020.02.07 | 내일은 미스터트롯 데스매치 PART2          | 님                   | 장민호         | 김정호 | 김정호         | 김수희   |
| 2020.03.06 | 내일은 미스터트롯 레전드 미션 베스트      | 상사화               | 장민호         | 김병걸 | 김동찬         | 남진     |
| 2020.03.06 | 내일은 미스터트롯 레전드 미션 베스트      | 파트너               | 장민호, 정동원 | 이건우 | 차태일         | 남진     |
| 2020.03.13 | 내일은 미스터트롯 결승전 베스트           | 역쩐인생:가난한 남자 | 장민호         | 김희진 | 홍정수, 김희진 | 장민호   |
| 2020.03.13 | 내일은 미스터트롯 나의 인생곡 미션 베스트 | 남자라는 이유로      | 장민호         | 김순곤 | 임종수         | 조항조   |

### 기타
| 발매일      | 수록 앨범                     | 발매사             | 기획사                              | 수록곡            |
| ----------- | ----------------------------- | ------------------ | ----------------------------------- | ----------------- |
| 2016.11.16. | 최신가요 명품명작 베스트 1, 2 | RIAK               | RIAK                                | 남자는 말합니다   |
| 2017.03.23. | 명작베스트 아버지와 딸 1,2    | RIAK               |                                     | 남자는 말합니다   |
| 2017.11.22. | 최신 트롯 걸작가요            | RIAK               |                                     | 남자는 말합니다   |
| 2018.03.27. | 골든 오리지날 히트가요 모음집 | RIAK               |                                     | 남자는 말합니다   |
| 2018.07.20. | 성인가요 골든베스트           | RIAK               |                                     | 남자는 말합니다   |
| 2020.10.05. | [2020트롯어워즈] 베스트       | Dreamus            |                                     | 당신, 몰래한 사랑 |
| 2021.09.21. | 감사 - 미스터트롯 TOP6        | 카카오엔터테인먼트 | 티조컬처앤컨텐츠, 뉴에라프로젝트 등 | 사는 게 그런 거지 |

## 한국음악저작권협회
| 이름   | 등록이름       | 등록번호 | 저작물 |
| ------ | -------------- | -------- | ------ |
| 장민호 | 장민호/ 장호근 | 10013936 | [ 64 ] |

## 수상
- 2013년 KBS <내 생애 마지막 오디션> 우승[65]
- 2015년 한국재능기부협회 '재능나눔 대상'[66]
- 2015년 제3회 대한민국 창조문화예술대상 '대중음악부문 신인상'[67]
- 2015년 대한민국 스타예술대상 '성인가요부문 신인상'[68]
- 2017년 대한민국 다문화예술대상 '성인가요 부문 인기상'[69]
- 2017년 대한민국문화예술대상 '성인가요 부문 인기상'[70]
- 2017년 2017 국제 K-스타 어워즈 '성인가요 인기상'
- 2018년 가요TV뮤직어워드 '우수상'
- 2018년 2018 한국을 빛낸 자랑스런 한국인대상 '인기상'
- 2020년 <내일은 미스터트롯> 최종6위
- 2020년 제12회 MTN 방송광고 페스티벌 'CF 신인 스타상'[71]
- 2020년 제12회 멜론뮤직어워즈 '핫 트렌드상'[72]
- 2021년 제17회 한국이미지상 '디딤돌 상'[73]
- 2021년 2020 APAN MUSIC AWARDS 'APAN Choice 베스트 K-Trot상'[74]
- 2021년 KBS 연예대상 리얼리티부문 '우수상' (갓파더)[75]
- 2023년 제29회 대한민국 연예예술상 성인가요 '올해의 가수상'[76]
- 2024년 KBS 연예대상 리얼리티 부문 남자 최우수상 (신상출시 편스토랑)[77]
- 2024년 국가브랜드 컨퍼런스 예술부문 대상[78]
- 트롯뮤직어워즈 2025 10대 가수상[79]

## 방송

### TV
- 2011년 KBS2 수목드라마 《가시나무새》 - 이수현 역
- 2011년 SBS 《도전 1000곡》 2011.05.29 방송
- 2011년 KBS2 《스펀지》 390회
- 2012년 KBS2 《내 생애 마지막 오디션》
- 2013년 KBS2 《유희열의 스케치북》 182회
- 2013년 KBS2 《부부클리닉 사랑과 전쟁 2》
- 2013년 KBS1 《토요일 가족이 부른다》
- 2013년 MBC 《세바퀴》 204회
- 2014년 KBS1 《아침마당 - 노래로 부르는 부모님 전상서》
- 2017년 tvN 《수상한 가수》 1회
- 2019년 KBS1 《가요무대》
- 2019년 여수 MBC 《오 마이 싱어》 MC
- 2020년 TV조선 《내일은 미스터트롯》
- 2020년 MBC 《황금어장 라디오스타》 (With 영탁, 이찬원, 임영웅)
- 2020년 JTBC 《아는 형님》(With 미스터트롯 TOP7)
- 2020년 TV조선 《미스터트롯의 맛》
- 2020년 ~ 2021년 TV조선 《사랑의 콜센타》
- 2020년 JTBC 《뭉쳐야찬다》 (With 미스터트롯 TOP7)
- 2020년 JTBC 《유랑마켓》
- 2020년 TV조선 《아내의 맛》91회, 95회, 107회
- 2020년 OLIVE 《밥블레스유 2》 (With 임영웅, 정동원, 이찬원)
- 2020년 ~ 2021년 TV조선 《뽕숭아학당》
- 2020년 SBS 《미운 우리 새끼》189회~192회
- 2020년 KBS2 《불후의 명곡 전설을 노래하다》 (전설 - 송해 편)
- 2020년 KBS1 《가요무대》1664회
- 2020년 TV조선 《바람과 구름과 비》 - 관리 역 (특별 출연)
- 2020년 KBS2 《신상출시 편스토랑》
- 2020년 tvN 《놀라운 토요일》116회 (With 영탁)
- 2020년 JTBC 《히든싱어 시즌 6》 (With 영탁)
- 2020년 ~ 2021년 TV조선 《내일은 미스트롯2》 (마스터)
- 2021년  TV조선 《내 딸 하자》 MC
- 2021년 TV조선 《화요청백전》 2회, 3회
- 2021년 ~ 2022년 TV조선 《골프왕》시즌1, 시즌2, 시즌3, 시즌4
- 2021년 SBS FiL, SBS MTV 《더트롯쇼》 22회, 24회, 28회
- 2021년 KBS 2TV 《연중 라이브》 55회
- 2021년 ~ 2022년 KBS2 《갓파더》
- 2021년 E채널 《노는언니》 5회, 6회 MC
- 2021년 TV조선 《금요일은 밤이 좋아》 MC
- 2021년 TV조선 《화요일은 밤이 좋아》 MC
- 2021년 MBC 《안싸우면 다행이야》 54회, 55회
- 2021년 KBS 2TV 《불후의 명곡》 532회 스페셜MC
- 2021년 KBS 2TV 《옥탑방의 문제아들》 155회 (With 김갑수)
- 2021년 KBS 2TV 《노래가 좋아》 237회
- 2022년 KBS 2TV 《연중 라이브》 69회(게릴라데이트), 81회
- 2022년 MBC 《쇼! 음악중심》 754회
- 2022년 KBS1 《아침마당 - 화요초대석》 9058회
- 2022년 KBS 2TV 《주접이 풍년》 MC
- 2022년 KBS 2TV 《노래가 좋아》 244회
- 2022년 tvN 《코미디빅리그》 441회
- 2022년 TV조선 《동원아 여행가자》
- 2022년 KBS1 제43회 근로자가요제
- 2022년 MBN 《엄마는 예뻤다》 MC
- 2022년 SBS FiL, SBS MTV 《더트롯쇼》 49회
- 2022년 KBS 2TV 《불후의 명곡》 554회, 555회
- 2022년 MBN 《우리들의 트로트》 《우리들의 남진》 MC
- 2022년 JTBC 《인생 리셋 재데뷔쇼 - 스타탄생》 스타메이커
- 2022년 SBS 《스타트업 서바이벌》 MC
- 2022년 MBN 《우리들의 쇼10》 MC
- 2022년 SBS 《SBS 나이트라인》 나이트라인 초대석[80]
- 2022년 SBS M 《더쇼》 315회
- 2022년 MBC M 《쇼! 챔피언》 458회
- 2022년 SBS 《SBS 인기가요》 1164회
- 2022년 SBS M 《더트롯쇼》 68회
- 2022년 MBC 《쇼! 음악중심》 790회
- 2022년 TV조선  《미스터트롯2 - 새로운 전설의 시작》 심사위원
- 2023년 KBS1 《전국노래자랑》 2007회
- 2023년 MBC 《구해줘!홈즈》 187회
- 2023년 KBS1 《열린음악회》 1416회
- 2023년 MBC ON 《트롯챔피언》 MC
- 2023년 KBS2 《신상출시 편스토랑》
- 2023년 MBC 《안싸우면 다행이야》
- 2023년 KBS2 《사장님 귀는 당나귀 귀》
- 2023년 TV조선《미스트롯3》-심사위원
- 2023년 JTBC 《한문철의 블랙박스 리뷰》
- 2024년 KBS2 《신상출시 편스토랑》
- 2024년 KBS2 《2장 1절》
- 2024년 KBS2 《세차JANG》 진행
- 2025년 《미스터트롯 재팬》 심사위원
- 2025년 MBC 《미스터리 음악쇼 복면가왕》 1808회

### 라디오
- 2018년 12월 5일 전주MBC 《이충훈, 김세아의 두시N놀자》 (with 영탁)
- 2019년 3월 20일 전주MBC 《이충훈, 김세아의 두시N놀자》 (with 양양)
- 2020년 4월 10일 TBS FM 《배칠수, 박희진의 9595쇼》
- 2020년 4월 14일 SBS 파워FM 두시탈출 컬투쇼 (with 정동원)
- 2020년 4월 20일 SBS 파워FM 《붐붐파워》
- 2020년 7월 14일 CBS 음악FM 《김현주의 행복한 동행》
- 2020년 7월 14일 KBS 쿨FM 《미스터 라디오》
- 2020년 7월 16일 CBS 음악FM 《이수영의 12시에 만납시다》 (with 정동원)
- 2020년 7월 16일 TBS FM 《최일구의 허리케인 라디오》 (with 임영웅, 이찬원)
- 2020년 9월 28일 KBS 쿨FM 《조우종의 FM대행진》
- 2021년 8월 20일 KBS 해피FM 《김혜영과 함께》
- 2021년 8월 20일 SBS 파워FM 《박소현의 러브게임》
- 2021년 네이버 NOW 《트롯스페셜 '인연'》 1회, 4회, 5회
- 2022년 1월 7일 MBC FM4U 《두시의 데이트 뮤지 안영미입니다》
- 2022년 1월 10일 KBS 라디오 《박명수의 라디오쇼》
- 2022년 1월 10일 SBS 파워FM 《붐붐파워》
- 2022년 1월 13일 SBS 파워FM 《두시탈출 컬투쇼》
- 2022년 1월 14일 KBS 해피FM 《김혜영과 함께》
- 2022년 1월 17일 네이버 NOW 《장민호 드라마 최종회》 개봉 기념 쇼케이스
- 2022년 1월 19일 KBS 해피FM 《임백천의 백뮤직》
- 2022년 1월 20일 MBC FM4U 《정오의 희망곡 김신영입니다》
- 2022년 5월 10일 SBS 러브FM 《윤수현의 천태만상》
- 2022년 5월 23일 MBC 표준FM 《두시만세》
- 2022년 11월 22일 SBS 러브FM 《윤수현의 천태만상》
- 2022년 11월 22일 KBS Cool FM 《윤정수 남창희의 미스터라디오》
- 2022년 11월 22일 SBS 파워FM 《박소현의 러브게임》
- 2022년 11월 23일 MBC 표준FM 《이윤석, 신지의 싱글벙글쇼》
- 2022년 11월 23일 KBS 2Radio 《김혜영과 함》께
- 2022년 11월 29일 MBC 표준FM 《박준형, 박영진의 2시만세》

### 기타
- 2022년 3월 11일 유튜브 웹예능 《장윤정의 와인주락》
- 2023년 2월 3일 ~ 유튜브 웹예능 《장민호가 쏜다 '탕웨이'》

## 단독콘서트

### 2021 장민호 단독 콘서트 투어 《드라마》
| 날짜             | 도시 | 국가     | 장소                      | 비고          |
| ---------------- | ---- | -------- | ------------------------- | ------------- |
| 2021년 10월 15일 | 서울 | 대한민국 | 올림픽공원 올림픽홀       | 게스트 권인하 |
| 2021년 10월 16일 | 서울 | 대한민국 | 올림픽공원 올림픽홀       | 게스트 정동원 |
| 2021년 10월 17일 | 서울 | 대한민국 | 올림픽공원 올림픽홀       | 게스트 영탁   |
| 2021년 10월 23일 | 부산 | 대한민국 | 부산 KBS홀                | 게스트 황윤성 |
| 2021년 10월 24일 | 부산 | 대한민국 | 부산 KBS홀                | 게스트 나태주 |
| 2021년 11월 6일  | 대구 | 대한민국 | 엑스코 컨벤션홀           |               |
| 2021년 11월 7일  | 대구 | 대한민국 | 엑스코 컨벤션홀           |               |
| 2021년 11월 13일 | 인천 | 대한민국 | 송도컨벤시아 전시장 3,4홀 |               |
| 2021년 11월 14일 | 인천 | 대한민국 | 송도컨벤시아 전시장 3,4홀 |               |
| 2021년 11월 20일 | 울산 | 대한민국 | 울산 KBS홀                |               |
| 2021년 11월 21일 | 울산 | 대한민국 | 울산 KBS홀                |               |
| 2021년 11월 27일 | 성남 | 대한민국 | 성남아트센터 오페라하우스 |               |
| 2021년 11월 28일 | 성남 | 대한민국 | 성남아트센터 오페라하우스 |               |
| 2021년 12월 4일  | 창원 | 대한민국 | 창원 KBS홀                |               |
| 2021년 12월 5일  | 창원 | 대한민국 | 창원 KBS홀                |               |

- 2021년 12월 24일, 26일 수원콘서트 및 2022년 1월 1일, 2일 잠실실내체육관 최종회 콘서트는 코로나19의 급격한 확산세로 인하여 취소되었다.

### 2022 장민호 단독 콘서트 ‘호시절: 好時節’
| 날짜             | 도시 | 국가     | 장소                      | 비고 |
| ---------------- | ---- | -------- | ------------------------- | ---- |
| 2022년 11월 12일 | 대구 | 대한민국 | 경북대학교 대강당         |      |
| 2022년 11월 13일 | 대구 | 대한민국 | 경북대학교 대강당         |      |
| 2022년 11월 19일 | 광주 | 대한민국 | 김대중컨벤션센터          |      |
| 2022년 11월 20일 | 광주 | 대한민국 | 김대중컨벤션센터          |      |
| 2022년 11월 26일 | 성남 | 대한민국 | 성남아트센터 오페라하우스 |      |
| 2022년 11월 27일 | 성남 | 대한민국 | 성남아트센터 오페라하우스 |      |
| 2022년 12월 10일 | 부산 | 대한민국 | 부산 KBS홀                |      |
| 2022년 12월 11일 | 부산 | 대한민국 | 부산 KBS홀                |      |
| 2022년 12월 24일 | 창원 | 대한민국 | 창원 KBS홀                |      |
| 2022년 12월 25일 | 창원 | 대한민국 | 창원 KBS홀                |      |
| 2023년 1월 28일  | 인천 | 대한민국 | 송도컨벤시아              |      |
| 2023년 1월 29일  | 인천 | 대한민국 | 송도컨벤시아              |      |

- 2022 장민호 단독 콘서트 ‘호시절 : 好時節’ 전국투어 첫 콘서트가 2022년 11월 4일부터 6일까지 3일간 예정되어 있었으나 이태원 압사 사고로 인한 국가 애도 기간이 선포되면서 콘서트가 취소되었다.[81]

## 합동콘서트

### 내일은 미스터트롯 대국민 감사콘서트
| 날짜                 | 도시 | 국가     | 장소                  | 비고 |
| -------------------- | ---- | -------- | --------------------- | ---- |
| 2020년 8월 7일~9일   | 서울 | 대한민국 | 올림픽공원 체조경기장 |      |
| 2020년 8월 14일~16일 | 서울 | 대한민국 | 올림픽공원 체조경기장 |      |
| 2020년 8월 21일~23일 | 서울 | 대한민국 | 올림픽공원 체조경기장 |      |

### 내일은 미스터트롯 TOP6 전국투어 콘서트
| 날짜                       | 도시 | 국가     | 장소                         | 비고 |
| -------------------------- | ---- | -------- | ---------------------------- | ---- |
| 2020년 10월 30일~11월 1일  | 부산 | 대한민국 | 벡스코 제1전시장             |      |
| 2020년 11월 6일~11월 8일   | 광주 | 대한민국 | 광주여대 유니버시아드 체육관 |      |
| 2020년 11월 12일~11월 15일 | 서울 | 대한민국 | 올림픽공원 체조경기장        |      |
| 2021년 6월 18일~6월 20일   | 대구 | 대한민국 | 엑스코 제2전시장(동관)       |      |
| 2021년 6월 25일~6월 27일   | 광주 | 대한민국 | 김대중 컨벤션 센터           |      |
| 2021년 7월 2일~7월 4일     | 서울 | 대한민국 | 올림픽공원 체조경기장        |      |
| 2021년 7월 10일~7월 11일   | 청주 | 대한민국 | 청주대학교 석우문화체육관    |      |

### 2022 장민호 & 이찬원 콘서트 《민원만족》
| 날짜            | 도시 | 국가     | 장소               | 비고     |
| --------------- | ---- | -------- | ------------------ | -------- |
| 2022년 5월 6일  | 서울 | 대한민국 | 잠실실내체육관     | 2회 공연 |
| 2022년 5월 8일  | 서울 | 대한민국 | 잠실실내체육관     | 2회 공연 |
| 2022년 5월 21일 | 대전 | 대한민국 | 대전컨벤션센터     | 2회 공연 |
| 2022년 5월 29일 | 인천 | 대한민국 | 송도컨벤시아       | 2회 공연 |
| 2022년 6월 5일  | 전주 | 대한민국 | 한국소리문화의전당 | 2회 공연 |
| 2022년 6월 11일 | 부산 | 대한민국 | 부산 KBS홀         | 2회 공연 |
| 2022년 6월 12일 | 부산 | 대한민국 | 부산 KBS홀         | 2회 공연 |
| 2022년 6월 26일 | 청주 | 대한민국 | 청주대학교         | 2회 공연 |
| 2022년 7월 10일 | 안양 | 대한민국 | 안양실내체육관     | 2회 공연 |
| 2022년 7월 24일 | 강릉 | 대한민국 | 가톨릭관동대학교   | 2회 공연 |
| 2022년 8월 6일  | 대구 | 대한민국 | 엑스코 동관 6홀    | 2회 공연 |
| 2022년 8월 7일  | 대구 | 대한민국 | 엑스코 동관 6홀    | 2회 공연 |
| 2022년 8월 27일 | 서울 | 대한민국 | 잠실실내체육관     | 2회 공연 |
| 2022년 8월 28일 | 서울 | 대한민국 | 잠실실내체육관     | 2회 공연 |

- <민원만족> 콘서트는 가수 황윤성이 게스트로 전국투어 전 일정을 함께했다.

## 영화
- 2020년 《미스터트롯: 더 무비》
- 2022년 《장민호 드라마 최종회》 콘서트 무비

## 광고

### 2020년 이전
- 1995년 롯데웰푸드 - 쌀로별
- 1995년 제이씨현시스템 - 사운드블라스터 32K

- 1996년 롯데웰푸드 - 롯데브레인껌[6]

### 2020년 이후
- 2020년 일동후디스 - 하이뮨 프로틴 밸런스[82]
- 2020년 쎄라덤 - 리포아란 시너지 앰플 세럼[83]
- 2020년 동문건설 - 광양 동문굿모닝힐 맘시티[84]
- 2020년 미스터피자 with 영탁, 이찬원[85]
- 2020년 삼성화재 with 정동원[86]
- 2020년 대성쎌틱에너시스(주)[87]
- 2021년 애경산업 - 홈백신[88]
- 2021년 케어링(주)  출처영상2
- 2021년 오송화장품뷰티산업엑스포
- 2022년 올리즈 - 무릎 통증 완화 의료기기[89]
- 2022년 미넴 - 미넴옴므 (남성복)
- 2022년 삼화식품 - 척척척 만능된장 with 정동원[90]
- 2022년 그린조이 - 골프웨어 with 한으뜸[91]
- 2022년 웰본 - 청담스타일 (샴푸)[92]
- 2022년 셰프애찬 - 간장게장[93]
- 2022년 씨엔씨오(CNCO) - 더보이보이 (화장품)[94]
- 2022년 대성쎌틱에너시스(주)[95][96]
- 2022년 나르지오 워킹화[97]
- 2022년 인생마스크 - 인생마스크 라운드[98]
- 2023년 농협 - 농협과일맛선
- 2023년 닥터큐메딕스 - 아이로봇풋
- 2023년 유한양행 - 해피홈
- 2024년 바이엘코리아 - 사리돈에이정
- 2024년 로이첸 ROICHEN
- 2024년 자민경[99]
- 2025년 닥터오레고닌 - 프리미엄 기능성 헤어제품군 브랜드 ‘탁시폴린’[100]

## 같이 보기
- 유비스
- 바람 (음악 그룹)
- 남자는 말합니다
- 드라마 (장민호의 음반)
- 사는 게 그런 거지
- 읽씹 안읽씹
- 7번국도 (노래)
- 사랑해 누나